# UEFA Super Cup 2016
De UEFA Super Cup 2016 was de 41e editie van de UEFA Super Cup. Real Madrid, winnaar van de UEFA Champions League 2015/16, nam het op tegen Sevilla FC, winnaar van de UEFA Europa League 2015/16. De wedstrijd werd gespeeld op 9 augustus 2016 in het Lerkendalstadion in Trondheim. Real Madrid won na verleningen met 3–2.

## Voorgeschiedenis
De wedstrijd was een heruitgave van de UEFA Super Cup 2014. Toen won Real met 2–0 van Sevilla. Het was ook het derde jaar op rij dat er twee Spaanse teams om de trofee streden. In 2015 verloor Sevilla na verlenging met 5–4 van FC Barcelona.

## Teams
| Team        | Kwalificatie                          | Datum kwalificatie | Vorige deelname        |
| ----------- | ------------------------------------- | ------------------ | ---------------------- |
| Real Madrid | Winnaar UEFA Champions League 2015/16 | 28 mei 2016        | 1998, 2000, 2002, 2014 |
| Sevilla     | Winnaar UEFA Europa League 2015/16    | 18 mei 2016        | 2006, 2007, 2014, 2015 |

## Wedstrijd

### Wedstrijddetails
|                             |                                       |              |                                    |                                                                                         |
| 9 augustus 2016 20:45 UTC+2 | Real Madrid                           | 3 – 2 (n.v.) | Sevilla                            | Lerkendalstadion, Trondheim Toeschouwers: 21.000 Scheidsrechter: Milorad Mažić (Servië) |
| 9 augustus 2016 20:45 UTC+2 | Asensio 21' Ramos 90+3' Carvajal 119' |              | 41' Vázquez 72' (pen.) Konopljanka | Lerkendalstadion, Trondheim Toeschouwers: 21.000 Scheidsrechter: Milorad Mažić (Servië) |

| Real Madrid | Sevilla |

| Real Madrid:    |    |                 |         |
|                 |    |                 |         |
| GK              | 13 | Kiko Casilla    |         |
| RB              | 2  | Daniel Carvajal | 84'     |
| CB              | 5  | Raphaël Varane  |         |
| CB              | 4  | Sergio Ramos    |         |
| LB              | 12 | Marcelo         |         |
| CM              | 22 | Isco            | 66'     |
| CM              | 14 | Casemiro        |         |
| CM              | 16 | Mateo Kovačić   | 72'     |
| RW              | 17 | Lucas Vázquez   |         |
| CF              | 21 | Álvaro Morata   | 62'     |
| LW              | 28 | Marco Asensio   | 86'     |
| Wisselspelers:  |    |                 |         |
| DF              | 6  | Nacho           |         |
| FW              | 9  | Karim Benzema   | 62'     |
| MF              | 10 | James Rodríguez | 72' 93' |
| MF              | 19 | Luka Modrić     | 66'     |
| DF              | 23 | Danilo          |         |
| MF              | 27 | Marcos Llorente |         |
| GK              | 31 | Rubén Yáñez     |         |
| Coach:          |    |                 |         |
| Zinédine Zidane |    |                 |         |

| Sevilla:       |    |                        |         |
|                |    |                        |         |
| GK             | 1  | Sergio Rico            |         |
| CB             | 21 | Nicolás Pareja         |         |
| CB             | 6  | Daniel Carriço         | 51'     |
| CB             | 5  | Timothée Kolodziejczak | 90' 93' |
| RM             | 25 | Mariano                |         |
| CM             | 8  | Vicente Iborra         | 74'     |
| CM             | 15 | Steven Nzonzi          |         |
| LM             | 20 | Vitolo                 | 40'     |
| RW             | 14 | Hiroshi Kiyotake       |         |
| CF             | 9  | Luciano Vietto         | 67'     |
| LW             | 22 | Franco Vázquez         |         |
| Wisselspelers: |    |                        |         |
| MF             | 4  | Matías Kranevitter     | 74'     |
| MF             | 10 | Jevhen Konopljanka     | 67'     |
| FW             | 12 | Wissam Ben Yedder      |         |
| GK             | 13 | David Soria            |         |
| MF             | 17 | Pablo Sarabia          |         |
| DF             | 18 | Sergio Escudero        |         |
| DF             | 23 | Adil Rami              | 51'     |
| Coach:         |    |                        |         |
| Jorge Sampaoli |    |                        |         |

1972 · 1973 · 1974 · 1975 · 1976 · 1977 · 1978 · 1979 · 1980 · 1981 · 1982 · 1983 · 1984 · 1985 · 1986 · 1987 · 1988 · 1989 · 1990 · 1991 · 1992 · 1993 · 1994 · 1995 · 1996 · 1997 · 1998 · 1999 · 2000 · 2001 · 2002 · 2003 · 2004 · 2005 · 2006 · 2007 · 2008 · 2009 · 2010 · 2011 · 2012 · 2013 · 2014 · 2015 · 2016 · 2017 · 2018 · 2019 · 2020 · 2021 · 2022 · 2023 · 2024